# 肝盗村鬼譚
『肝盗村鬼譚』（きもとりむらきたん）は、朝松健による日本のホラー小説・クトゥルフ神話。1996年に角川ホラー文庫から刊行された。
母方の祖父から聞いた実話にヒントを得て、1972年、作者が高校生のときに仮題『肝盗村の怪』として書き始め、翌年に完成した『肝盗村鬼譚』短編67枚が原型である。この作品は1976年にラヴクラフティアン協会の会誌『Le Sombre Royaume』創刊号として発表された。後に全面改稿・増補加筆したものが『幻影城』第3回新人賞において、応募総数282編のうち30編に入っている。1995年末に病を患い、回復後の翌年7月から書き始め、12月に刊行された。
東雅夫は「作家・朝松健の原点とも言うべき長編で、北海道の寒村を舞台に、オカルト・ジャパネスク世界と神話大系を過激に融合させた意欲作」と解説する。
作者の前作『崑央の女王』と設定が繋がっている。また他作品にも見られる立川流の要素が描かれている。

## あらすじ

### 肝盗村
北海道寿渡似郡植白町（すとにぐん うえんするちょう）肝盗村。函館の東南35キロの場所に位置する漁村。古くはアイヌ語で「シンナイ・トイ」（変わる浜）と呼ばれていた。近隣住民からは胡乱な目で見られている。
- 江戸時代の記録に肝盗村の名前が残っている。
- 明治22年（1889年）、夜鷹山山頂にある古井戸の中に「正三角形の横穴」肝盗村遺跡が発見される。
- 明治32年（1899年）、アメリカのミスカトニック大学の考古学研究班が遺跡の調査にやって来るが、函館大火により人員と資料が焼失する。
- 大正10年（1921年）、無崎教授が調査を行ったところ、横穴の奥行きが22年前よりも短くなっていた。
- 昭和3年（1928年[注 1]）9月10日早朝、軍が急襲して村人200人を検挙。住職・牧上紫観は狂乱して寺内の住居部に放火して焼死。さらに飛び火によって村の大半が焼失する。沖には爆雷が撃ち込まれた。牧上紫観はアカとも淫祀邪教の僧とも噂された。
- 昭和33年（1958年）9月9日、立てこもり事件。真言大学の学生がライフルを持ち、人質を盾に、寺宝を持って来いと宿に立てこもる。蓮観は寺宝を持たずに単身赴く。蓮観は2発撃たれるも、鉈の一撃で賊を殺す。
- 197X年 - 文弥18歳。進学のために東京に出る。
- 199X年 - 文弥40歳。22年ぶりに帰郷。

肝盗村遺跡の回廊は、測量するたびに奥行きが短くなり、また函館大火が起こるといういわくがついている。

### 1-5章
城南大学の宗教学教授である牧上文弥は、学生の朽木茜と爛れた関係にあった。夏のある日、故郷肝盗村から、父の蓮観住職が危篤と知らされる。死が迫る蓮観は病床で「9月9日の肝盗祭は催さねばならん」と言い、東京から文弥を呼ぶように言う。村長の説明によると、夜鷹山萬角寺の根本義真言宗とは、高野山真言宗の傘下にあらず、萬角寺が日本唯一の寺だというが、そのような教派は宗教学者の文弥ですら見たことも聞いたこともない。出発が近づいたある日、妻の道子は虚無僧を目撃し、異物感を覚える。また奇怪な電話がかかってきて、男の声が「肝盗村には戻るな」、女の声が「肝盗村に戻ってきて住職をお助けして」など双方矛盾した忠告をしてくる。
8月末の帰省の日。空港で文弥は「長身で黒衣の男」を目撃し、続いて周囲のあらゆる者が全裸で発情しているという幻覚を見る。続いて村の古井戸の幻覚が生じ、黒衣の男は「ヨスに抗い寺を潰せ」と言い、また茜の幻覚が「村に帰りましょう」と言い、男と茜は争う。幻覚が治まった後、文弥夫妻は飛行機で函館に飛び、函館からバスで肝盗村に入る。
村に戻った文弥は、寺の分派にあたる竹実心定、牧上寿美子と対面し、寿美子の茜と瓜二つの容姿に動揺する。寺の離れで昏睡状態にある父を見た文弥は錯乱し、父は偽物だと言い出したために、医師たちによって寝かされる。しかし蓮観は目を覚まし、文弥の振舞を見て「跡継ぎとしてのおしるしを得た」と喜び、祝いの席を設ける。参加者は文弥、道子、竹実、寿美子、村長、医師、谷村の7人。医師と谷村が去ると、村長は皆が根本義真言宗についてどれだけ知っているかを問う。そこに「泥酔した谷村が、宿に宿泊していた僧侶を猟銃で殴る」というトラブルを起こしたという連絡が入って来る。
谷村を迎えに、竹実が自転車で駐在所に行くことになる。その道中、竹実は「寿美子そっくりの顔を持つ怪物」に遭遇し、恐怖に混乱する。だが漁師と虚無僧の2人組に助けられる。彼らは邪教を監視していると言い、竹実は彼らの仲間になる。
文弥は眠りにつき、奇怪な夢を見る。翌9月1日、谷村、竹実、文弥、道子、寿美子は出かける。文弥は、仁科村長と谷村の様子が、父に奇妙なまでに似ていると思う。そして一行は、昨晩に谷村がトラブルを起こした老僧宮代天順と会う。

### 6-8章
6人は夜鷹山山頂の井戸に向かう。天順と谷村が手動式エレベーターを操作して、他の4人が井戸底の遺跡へと降りる。壁には春画や文字が記されている。曰く、肝盗村の起源とは、関東の邪教の村が徳川家康にまるごと蝦夷流しにされたものであるという。蓮観の署名がなされており、これが与太ではなく真実なら大発見である。文弥、竹実、寿美子は根本義真言宗が立川流であったことを知り感動に包まれるが、道子は重要度が全く理解できない。
4人の前に化物が姿を現す。そいつは、寿美子の頭部の下に純白の紐状のものが垂れ、先端には橙色の海星そっくりの手がついており、「朽木茜と申します」と名乗って来る。そいつが道子の経血と文弥の精を欲しがっていることを理解した2人は戦慄し、顔を盗まれた寿美子は絶叫する。文弥は鉄棒で怪物を串刺しにして殺し、竹実は怪物の死体を焼く。4人は、村長と谷村が時おり蓮観師に憑依されていたのだと理解し、また文弥は回廊の向こう側には封印を破ってこちらに側に侵入しようとするやつらが蠢いていることを体感する。
連帯感を強めた4人が地上へと戻ると、谷村と天順の姿はない。時計はすでに午後8時を指している。歩いて寺まで戻る道中、9月8日の夜宮、9日の本祭、10日の闇送りの全てを混ぜて行われている光景を目撃し、もう今日の日付すらわからない。また流星が函館方面に降り注いでおり、函館では大火が起こっているようだ。4人は蓮観が妖術師であるとみなし、倒さなければならないと結論付ける。文弥が蓮観の居室に乗り込んだところ、天順が待ち受けていた。蓮観の意識は、天順を乗っ取ろうとし、両者は激しい争いの末、乗っ取りに失敗した蓮観は撤退するが、天順は命を落とす。
祭りに狂乱する村人たちの隙を突いて、紹隆ら虚無僧たちは村の家々に放火する。栄次郎の船は沖に避難したが、ストニたちに襲われ転覆する。星空からはアメーバ状の怪物「キモトリ」が飛来する。
蓮観は人の姿を失い、異形へと変貌しながらも、呪法を行おうとする。牧上碧は生贄に肝を抉られて死に、操られた谷村は銃を構える。文弥、道子、竹実、寿美子の4人は、全裸に剥かれて縛り付けられる。蓮観は回廊の封印を解放する呪法を完成させるべく「文弥は寿美子の肝を食らえ。道子は竹実の肝を食らえ。そして文弥と道子は交われ」と儀式を命じる。蓮観は「経血と精液が呪法の要であること」「儀式のために、道子の月経周期を計算に入れて状況を作ったこと」を解説する。だが道子は、自分が妊娠しており生理中ではないことを説明し、蓮観の目論見が破綻していることを明かす。また文弥は己の脳に流れ込んできた知識に従って、化物退去の呪文を唱える。詛蜈守との誓約が破られたとみなされ、キモトリは蓮観を喰い殺す。村は滅び、火災と化物どもの中に4人だけが残されるが、全員が戦って生き残ることを決意する。

## 登場人物

### 肝盗村の人物
- 牧上紫観（まきがみ しかん） - 先代住職。文弥の祖父で、蓮観の父。昭和3年（1928年）に死亡。
- 牧上蓮観（まきがみ れんかん） - 萬角寺住職。文弥の父。70歳（22年前に48歳）。かつては頑健で淫逸だったが、今では余命僅かな病床の身。実は肉体から離れて、村長、谷村、文弥などに憑依して行動している。彼らが咳き込んでいるときは、蓮観が憑りついているときである。
- 碧（みどり） - 蓮観の4番目の妻。33歳。
- 仁科（にしな） - 村長。70歳ほど。明智呈三の著書「秘教古伝」を所有する。
- 中村（なかむら） - 医師。
- 谷村（たにむら） - 村唯一の旅館「藤丸」の一人息子。文弥とは顔馴染み。

### 主要人物
- 牧上文弥（まきがみ ふみや） - 主人公。蓮観の一人息子。城南大学の宗教学教授。40歳。故郷を嫌って東京に出た。
- 道子（みちこ） - 文弥の妻。34歳。結婚5年目。東京生まれ。非宗教者であるため、後半では最もまともな感性の反応を示す。
- 竹実心定（たけみ しんじょう） - 青森県三七十市（みなとし）の萬角寺別院の跡継ぎ。三七十文理大学の仏教学講師。35歳。文弥をライバル視する。性格は懐疑的で冷笑的。仏教学者であるため、根本義真言宗の経典が偽造教典であることを当然知っている。
- 牧上寿美子（まきがみ すみこ） - 風魔浦村（かぜまうらむら）の吒枳尼神社の女宮司。文弥の従妹にあたる。風貌は朽木茜に瓜二つ。

### 邪教の敵対者
- 宮代天順（みやしろ てんじゅん） - 荒行で知られる真言宗金剛頂派の密教僧。長身で頑健な老修行者。75歳以上。肝盗村遺跡を調べるために来たと称する。空港で文弥に接触してきた黒衣の男の正体は彼である。
- 紹隆（しょうりゅう） - 虚無僧。五分刈り。40歳ほど。数名の僧侶仲間と共に根本義真言宗の監視のために来た。道子や竹実に接触する。
- 蛭間栄次郎（ひるま えいじろう） - ワタリ（組合未所属）の烏賊釣り漁師。船を持っている。

### その他の人物
- 朽木茜（くちき あかね） - 城南大学の学生。寿渡似町出身。文弥のゼミ生で、彼を誘惑し肉体関係を結んでいる。卒論のテーマは真言立川流における魂魄論。その正体はストニが牧上寿美子の顔を真似たものであり、蓮観が文弥の身辺に送り込んだスパイと思われる。
- 締領の婆様（しめりょうのバサマ） - 戦中期までの肝盗村の大物。函館空襲の巻き添えで死亡し、一族は衰退した。
- 無崎岑喬（なさき これたか） - 大正10年に肝盗村遺跡の調査を行った人物。奈良南都大学の考古人類学教授。オカルティストとしての筆名は「明智呈三」。著書「秘教古伝」。不敬罪で指名手配され消息不明。

## 用語

### 萬角寺関係
萬角寺（ばんかくじ）
夜鷹山（やようさん）萬角寺。根本義真言宗の、唯一の寺院。寿渡似郡で最も古い寺。寺宝は人形杵（金剛杵#金剛杵の種類）。
三角形、四角形、……無限角形＝円、というような意味での名称。角と弧の対立の意味が籠められている。
夜鷹山は、寺の本山としてはヤヨウサンだが、一般的にはよたかやまと呼ばれる。
9月に肝盗祭が行われる。9月1日から特殊な香料「苦止縷得香」を焚く。8日に夜宮、9日に本祭、10日に闇送りという祭祀が行われる。
根本義真言宗
肝盗村の宗教。寺院は夜鷹山萬角寺。三七十の別院と、風魔浦のダキニ神社に分派している。真言宗と名前がついてるが、高野山の傘下ではない。
経典は「妙法青蓮華秘密刹鬼経」「妙法紅蓮華秘密波旬経」「妙法大紅蓮華秘密他化自在経」。三経典の全てが偽経。
魔物を崇拝する邪教である。
奈良時代に役行者小角が、関東のある村に修験道の術を伝えた。そこに僧侶が来て寺を開いたが潰され、南北朝時代に文観が再興した。邪教崇拝のかどで、1603年に徳川家康によって村ごと蝦夷に追放された。立川流であるということは隠されている。また密教、陰陽道、ダキニ神道の妖巫術が流れ入っている。
- 仁寛（?-1114） - 立川流の創始者。
- 勝覚（1057-1129） - 仁寛の実兄。醍醐三宝院陰陽道の開基。「星々から小鬼を呼び出し使役する術」に秀でていたという。
- 文観（1278-1357） - 真言宗の大物。

真言宗
高野山の真言宗。根本義真言宗（立川流）を監視している。
昭和33年の立てこもり事件も、真言大学の学生によるもの。詳細な説明はないが事情は察せられる。

### 邪神と怪物
- 誉主都羅権明王（よす＝とらごんみょうおう） - 根本義真言宗の本尊。ヨス＝トラゴンと吒枳尼天と飯綱天が習合したもの。
  - 吒枳尼天 - 吒枳尼神社の本尊。もとはインドの人喰い鬼女神。日本では野干と結び付けられた。明智呈三はシュブ＝ニグ（クシャの地[注 2]で千の仔山羊を喰らう母山羊）と同一視している。
  - 飯綱天 - 狐（野干）の神。
- ヨス＝トラ - 悪神。肝盗村の地下に住むと近隣で噂される。
- キモトリ - 村人たちが恐れ畏敬の念を抱いている何か。ピーピーという、口笛か鳥か機械音のような音を発するが、姿は見えず、肝盗村の名物として知られている。村の外では、夜鷹山の怪物として恐れられている。その正体は、橙色に輝くアメーバ状の靄（ショゴスとも、ダキニの異称とも）。
- ストニ（ストヌ、ウミストニ） - 海魔。人間に化けることができる。寿渡似郡と共に、名称は「人似」の転訛である。[注 3]
- 詛蜈守（ショゴス） - 村人が帰依する何か。祭りではその名を呼ばれる。キモトリの異称か。蓮観が誓約している。
- 海星樽（ひとでだる） ‐ 肝盗村の名物。海から流れ着く、穴ぼこだらけの岩。ストニの乗り物。

## 書誌情報
- 角川ホラー文庫『肝盗村鬼譚』朝松健
- アドレナライズ『肝盗村鬼譚』朝松健（電子版）

## 関連作品
- かいちご - 室町伝奇ホラー。室町時代の立川流が登場し、妙法青蓮華秘密刹鬼経と詛蜈守についての言及がある。終末の予言で「瀬戸内海が逆巻いて割れ、そこから詛蜈守という魔神が現れて、生きとし生けるものを呑みつくしてしまう」と言われる。『異形コレクション7チャイルド』『百怪祭』に収録。